# Municipio de Springdale (Minnesota)
El municipio de Springdale (en inglés, Springdale Township) es una subdivisión administrativa del condado de Redwood, Minnesota, Estados Unidos. Según el censo de 2020, tiene una población de 191 habitantes.
Abarca una zona exclusivamente rural.

## Geografía
Está ubicado en las coordenadas 44°14′24″N 95°32′8″O / 44.24000, -95.53556. Según la Oficina del Censo de los Estados Unidos, tiene una superficie total de 92.8 km², de la cual 92,6 km² corresponden a tierra firme y 0,2 km² es agua.

## Demografía
Según el censo de 2020, hay 191 personas residiendo en la zona. La densidad de población es de 2,1 hab./km². El 94,24 % de los habitantes son blancos; el 2,09 % son asiáticos; el 0,52 % es afroamericano; el 1,05 % son de otras razas, y el 2,09 % son de una mezcla de razas. Del total de la población, el 2,09 % son hispanos o latinos de cualquier raza.

## Gobierno
El municipio está gobernado por una junta de supervisores, que incluye también un secretario (clerk) electo. Los cargos se renuevan en forma parcial.